# Jisra'el Weiss
Jisra'el Weiss (hebrejsky: ישראל וייס, narozen 1949) je izraelský rabín a v letech 2000 až 2006 vrchní rabín vojenského rabinátu Izraelských obranných sil (IOS).

## Biografie
Narodil se v Československu a studoval v ješivě Merkaz ha-rav v Jeruzalémě. V roce 1976 se stal příslušníkem vojenského rabinátu a postupně působil jako rabín pluku, brigády, divize a pozemních sil. V roce 2000 byl navržen na post vrchního rabína izraelské armády poté, co odstoupil jeho předchůdce Gad Navon. V roce 2008 byl přítomen výměně vězňů mezi Izraelem a libanonským teroristickým hnutím Hizballáh. K ostatkům, jež Hizballáh Izraeli předal, rabín Weiss poznamenal: „včerejší ověřovací proces byl velmi pomalý, jelikož i když jsme si mysleli, že byl nepřítel na živých i mrtvých krutý, byli jsme překvapeni, když jsme otevřeli rakve a zjistili, jak moc krutý.“
V roce 2010 vydal knihu Be-dam libi o svém působení v armádě a v čele vojenského rabinátu. V knize líčí, že v době izraelského stažení z Pásma Gazy mu bylo lháno jak ze strany premiéra Ariela Šarona, tak ze strany náčelníka Generálního štábu Dana Chaluce.